# Seniorenreise
Die Seniorenreise ist eine speziell auf die Bedürfnisse von Senioren ausgerichtete Reise, deren Teilnehmerkreise von verschiedenen Reiseveranstaltern auch als Generation 50+ oder 60+ definiert werden. Die Reise erfolgt in der Regel in der Gruppe und berücksichtigt die Erwartungen alleinstehender Senioren. Bei der Organisation wird vor allem auf behindertengerechte Unterkünfte und Transportmittel, eine deutschsprachige Reiseleitung (bei überwiegend deutschsprachigen Reisenden) und seniorengerechte Programme geachtet. Beliebt sind Bus- und Flugreisen sowie Kreuzfahrten, da diese Reiseformen keine große körperliche Leistungsfähigkeit erfordern und auch von gehbehinderten Teilnehmern problemlos angetreten werden können. Angeboten werden unter anderem auch Reisen mit Kuraufenthalten. Angesichts des immer besser werdenden Allgemeinbefindens der Senioren zeichnet sich eine Tendenz zu mehr Sport- und Erlebnisreisen ab. (Siehe auch: Wellness, Wandern, Walken, Fahrradtourismus).
Seniorenreisen nehmen in der Tourismusbranche einen immer höheren Stellenwert ein. 2003 waren rund 30 Prozent aller Urlaubsreisen in Deutschland Seniorenreisen. Damit stieg die Reiseintensität älterer Menschen von 1972 auf 2003 um 84 Prozent. Während 1972 nur 38 Prozent der über 60-jährigen Deutschen verreisten, waren es 2003 von den 19,4 Millionen Angehörigen dieser Altersgruppe bereits 70 Prozent. Bis 2010 soll die Zahl der über 60-jährigen deutschen Urlauber auf 15,5 Millionen ansteigen. Rund 300 Anbieter haben in Deutschland spezielle Angebote für Senioren im Programm. Daneben führen auch Wohlfahrts- und Caritasverbände und Seniorenakademien seniorengerechte Reisen durch.
Gerade im Hinblick auf die steigende Bedeutung der Senioren für den Tourismus unterzeichnete der Deutsche Hotel- und Gaststättenverband am 12. März 2005 eine Zielvereinbarung zur Barrierefreiheit. Dabei wurden Mindeststandards für die Klassifizierung barrierefreier Angebote in Hotellerie und Gastronomie nach fünf Kategorien vereinbart. Diese sind seit dem Sommer 2005 auch Bestandteil der deutschen Hotelklassifizierung.